# Tip i Coll
Tip i Coll va ser un duet humorístic format el 1967 pel valencià Luis Sánchez Polack i el manxec José Luis Coll.

## Orígens
Luis Sánchez Polack i José Luis Coll es van conèixer a mitjans dels anys 60 als platós de Televisió Espanyola, quan decideixen formar el duet humorístic Tip i Coll. Van debutar davant el públic el 1967, a l'Hotel Aránzazu de Bilbao, i a partir d'aquest moment inicien una sèrie de gires i gal·les que els fan recórrer diferents punts de la geografia de l'Estat amb el seu espectacle i un enorme suport del públic.